# 夺宝奇兵：古老之圈
《夺宝奇兵：古老之圈》是一款动作冒险游戏，由MachineGames开发，贝塞斯达软件发行。游戏以夺宝奇兵系列为基础，并将借鉴系列电影的叙事方式讲述一段原创剧情。《夺宝奇兵：古老之圈》于2024年12月9日在Windows（微软商店、Steam）和Xbox Series X/S上发售。PlayStation 5版本于2025年4月17日发售。资料片《巨人教团》将于2025年9月4日发售，登陆Windows、Xbox Series X/S、PlayStation 5平台。
2025年8月20日，MachineGames在科隆游戏展宣布本作将会推出任天堂Switch 2版，游戏预计于2026年发售。

## 游戏简介
游戏设定于和《夺宝奇兵3：圣战奇兵》之间，讲述了考古学家印第安纳·琼斯于1937年挫败意图利用与「古老之圈」相关的远古力量的邪恶势力的故事。游戏中的「古老之圈」指的是世界各地的神秘景点在地图上连成的完美圆圈。游戏中的场景囊括罗马、泰国、埃及、上海和喜马拉雅山等众多现实世界中的地点。
在这个扣人心弦的故事中，扮演印第安纳·琼斯，体验一段充满各种内容的冒险之旅，其中包括丰富的探索、身临其境的动作、以及耐人寻味的谜题。身为这位以敏锐的智慧、超凡的机智和标志性的幽默而闻名的考古学家，你将环游世界并与敌对势力展开竞争，揭开有史以来最伟大的谜团之一。

## 反响
游戏发售后获得了业界好评，Metacritic上Windows版本基于65家媒体给出88/100综合评分；Xbox Series X/S版本基于73家媒体评价获得86/100评分。
| 汇总媒体             | 得分                     |
| -------------------- | ------------------------ |
| Metacritic           | Win: 87/100 XSXS: 86/100 |
| OpenCritic（推荐率） | 92%                      |

| 媒体                  | 得分   |
| --------------------- | ------ |
| Destructoid           | 8/10   |
| Digital Trends        | 4/5    |
| Eurogamer             | 5/5    |
| GamesRadar+           | 5/5    |
| GameSpot              | 9/10   |
| HardcoreGamer         | 4/5    |
| IGN                   | 9/10   |
| PC Gamer美国          | 86/100 |
| Shacknews             | 9/10   |
| 衛報                  | 4/5    |
| VG247                 | 5/5    |
| Video Games Chronicle | 5/5    |